# 事業
事業（じぎょう）
- 一般的な意味での「事業」については、wikt:事業
- 会社法における「事業の譲渡等」の「事業」については、事業譲渡#事業の意義

事業の語は営利事業者であれば、営利を目的とした経済活動のことであるが、建築・都市分野では、道路建設、宅地開発、工作物建設等のプロジェクトのことを指す。こうした事業には事業インパクト調査がおこなわれる。これは当該事業を行うことによって想定される経済、市街地整備、環境等へ及ぼす変化や影響、効果を把握するための調査。環境アセスメント調査に代表される環境影響評価等もその一つ。

## 事業の用法
- 「事業」で始まるページの一覧

特定の事業を進行する際に、主となって事業を推し進める組織体のことを事業主体という。
また、特定の事業を進行する際に、選択される事業のやり方、方法のことを事業手法、
実現された事業について、その事業ごとに評価、点検する作業で特定の事業を進行する際に、選択される事業の形式または手続きのを事業方式という。
事業用借地権は、借地借家法に基づく定期借地権の一つで、居住ではなく事業のために一定期間土地を借りて使用する権利。借主は契約満了時に更地にして地主に返還することとしている。
実際に実現される事業についての設計だけでなく、事業実施計画等も含む競技(コンペ)のことを事業コンペという。
これに対し、基本構想やコンセプトについて案を募るものをアイデアコンペという。
コンペとはコンペティション(competition)」の略で、建築・都市分野では設計競技という意味で使用されている。